# 버츄얼 유튜버

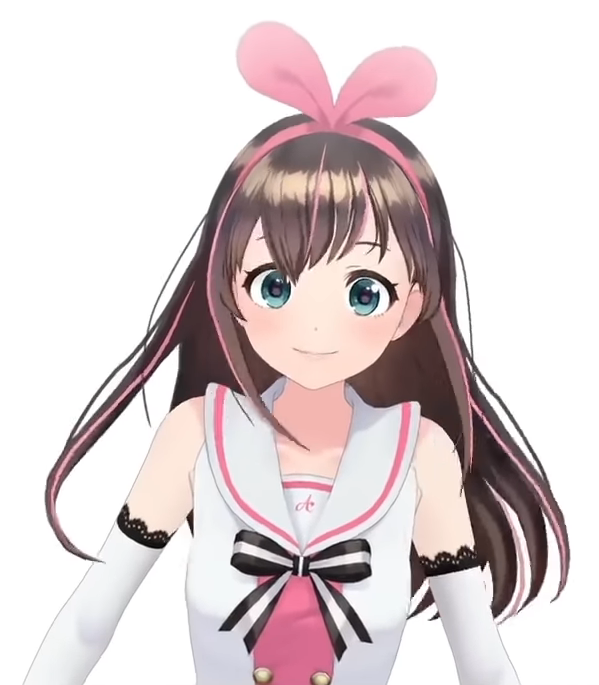
키즈나 아이는 버츄얼 유튜버 최초로 시청자들에게 획기적인 인기를 얻었다.

버츄얼 유튜버(일본어: バーチャルYouTuber 바차루 유튜바[*], 영어: Virtual YouTuber 버추얼 유튜버[*])는 컴퓨터 그래픽스를 사용하여 생성된 아바타를 사용하는 온라인의 캐릭터이자 엔터테이너이다. 실시간 모션 캡처라는 기술은 움직임을 캡처하는 데 사용된다. 디지털 트렌드는 2010년대 중반 일본에서 시작되었으며, 2020년대에는 전 세계적인 온라인 현상으로 자리 잡았다. 약칭은 브이튜버(Vチューバー, VTuber), 브이추버(Vチューバー)이며, 대한민국에서는 버튜버라고 부른다. 버츄얼 유튜버의 대다수는 아바타 디자인을 사용하는 영어 및 일본어를 사용하는 유튜버 또는 인터넷 방송인이다. 2020년에는 버츄얼 유튜버의 수가 10,000명 이상을 넘었다.
버츄얼 유튜버라는 문구를 처음 사용한 엔터테이너 키즈나 아이는 2016년 말 유튜브에서 콘텐츠를 제작하기 시작했다. 그녀의 인기는 일본에서 버츄얼 유튜버 트렌드를 촉발시켰고, 홀로라이브 프로덕션 및 니지산지와 같은 주요 기획사를 포함하여 이들을 홍보하기 위한 전문 기획사 설립을 촉진했다. 팬 번역과 외국어 버츄얼 유튜버들은 이 트렌드의 국제적인 인기가 상승했음을 보여주었다. 버츄얼 유튜버들은 광고 캠페인에 등장했으며, 라이브 스트림 관련 세계 기록을 깼다.

## 개요

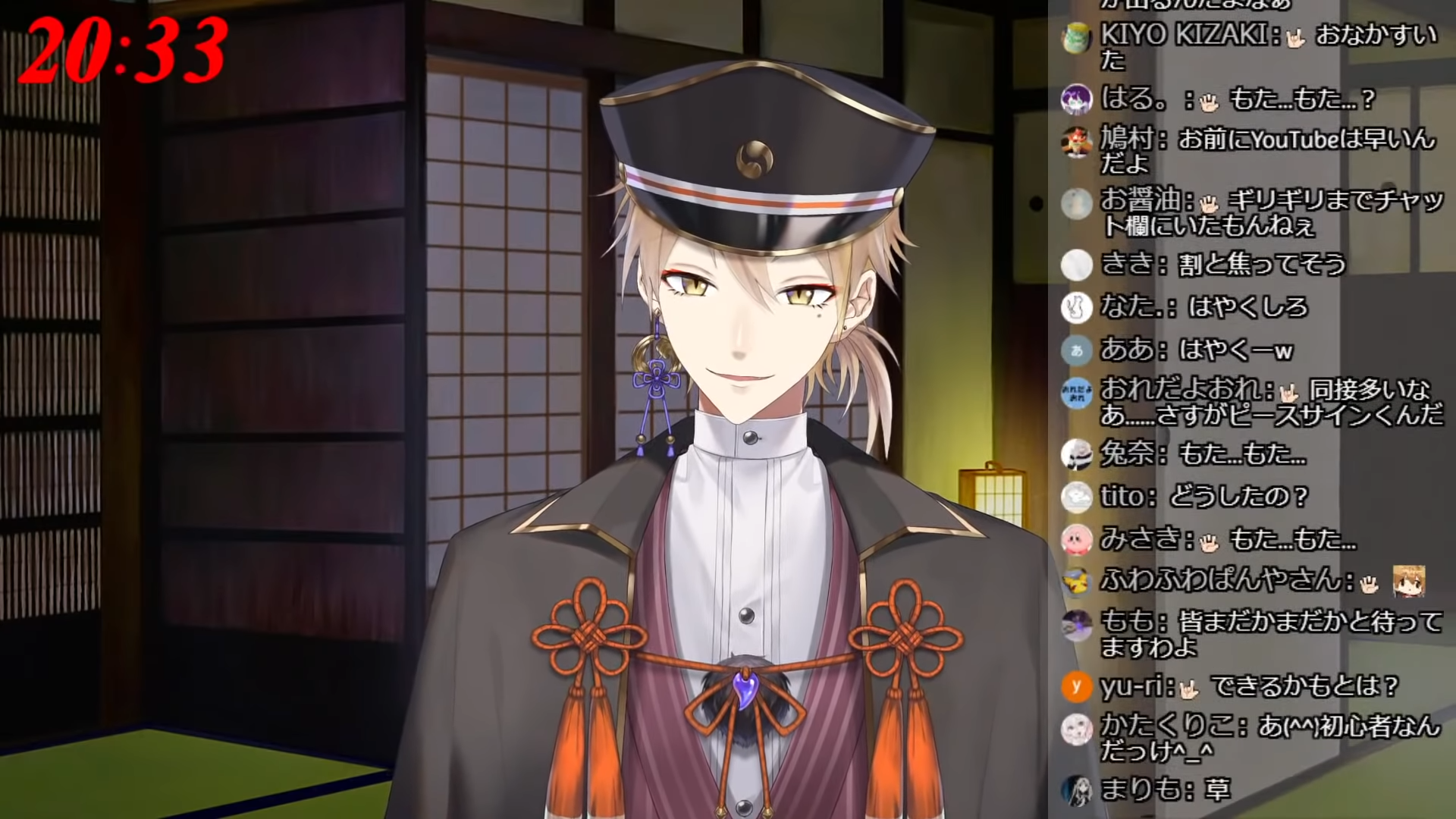
버츄얼 유튜버 스트림의 스크린샷으로, 시청자들이 캐릭터와 실시간으로 소통하고 있다. 이 이미지의 캐릭터는 니지산지의 후시미 가쿠이다.

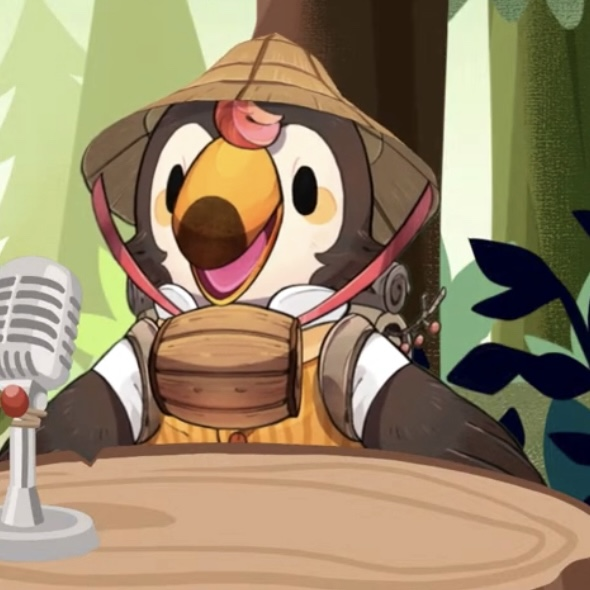
토코투칸의 동물 형태로 표현된 버츄얼 유튜버

버츄얼 유튜버는 Live2D와 같은 프로그램으로 제작된 아바타를 사용하며, 온라인 아티스트가 디자인한 캐릭터를 묘사한다. 일부 버츄얼 유튜버, 특히 소외된 집단의 출신 버츄얼 유튜버는 개인적인 편안함과 안전상의 이유로 자신의 온라인 정체성을 반영하기 위해 아바타를 사용하기도 한다. 트랜스젠더 버츄얼 유튜버는 아바타를 사용하여 자신의 선호하는 모습을 청중에게 더 잘 반영하기도 한다.
버츄얼 유튜버는 일본의 대중문화 및 일본의 애니메이션 및 일본 만화와 같은 미학, 인간 또는 비인간적인 특징을 가진 모에화와 관련이 있다. 일부 버츄얼 유튜버는 동물과 같은 비인간 캐릭터를 포함한 의인화된 아바타를 사용한다.

### 기술

손 추적을 사용하는 버츄얼 유튜버

버츄얼 유튜버의 아바타는 일반적으로 웹캠과 소프트웨어를 사용하여 애니메이션화되는데, 이 소프트웨어는 스트리머의 움직임, 표정, 입 모양을 캡처하여 2차원 또는 3차원 모델에 연결한다. 모델을 로드하고 모션 캡처를 수행하기 위해 무료 및 유료 프로그램이 개발되었으며, 일부는 웹캠 없이도 사용할 수 있고, 일부는 가상 현실 하드웨어 또는 립 모션 컨트롤러와 같은 손 추적 장치도 지원한다.
일부 프로그램은 시스템 리소스를 절약하고 더 정확한 모션 캡처를 가능하게 하는 하드웨어 기능을 활용하기 위해 모바일 앱을 통해 휴대폰 카메라로 모션 추적을 하기도 한다. 2022년, VTube Studio는 엔비디아 RTX 그래픽 카드를 사용하여 AI 가속 얼굴 모션 캡처를 허용하는 업데이트를 출시하였다. 주문 제작 모델은 세부 정보에 따라 $2,000에 달할 수 있다. 대조적으로, PNGTubers라고 불리는 일부 버츄얼 유튜버는 리깅된 모델 대신 정적인 스프라이트를 사용한다.

## 역사
2010년 2월 12일, 비주얼 노벨 제작사 니트로플러스는 자사의 유튜브 채널에 마스코트인 슈퍼 소니코의 3D 애니메이션 버전을 특징으로 하는 영상을 업로드하기 시작했으며, 소니코는 보통 시청자들에게 자신이나 회사 관련 발매물에 대해 이야기했다. 2011년 6월 13일, 영국에 본사를 둔 일본 브이로거 아미 야마토는 애니메이션화된 가상 아바타가 카메라에 대고 말하는 첫 영상을 업로드하였다. 2012년, 일본 기업 웨더뉴스는 니코니코 동화와 자사 웹사이트의 24시간 날씨 라이브 스트림인 SOLiVE24에서 보컬로이드 스타일의 캐릭터인 웨더로이드 타입 A 아이리를 선보였다. 2014년, 아이리는 매주 목요일에 자신의 단독 프로그램을 시작했으며, 모션 캡처를 사용하여 라이브 방송을 시작했다.

홀로라이브 프로덕션은 커버 주식회사 소속으로, 홀로라이브, 홀로라이브 ID, 홀로라이브 EN, 홀로스타즈, 홀로스타즈 EN 및 홀로라이브 DEV_IS의 6개 지부를 통해 전 세계 90명 이상의 버츄얼 유튜버를 관리한다.

니지산지는 애니컬러 주식회사 소속으로, NIJISANJI 및 NIJISANJI EN의 2개 지부를 통해 전 세계 160명 이상의 버츄얼 유튜버를 관리한다.

VShojo는 2020년 11월 서방 세계에 기반을 둔 최초의 버츄얼 유튜버 에이전시 중 하나로 설립되었다.

2016년 말, 인기를 얻은 최초의 버츄얼 유튜버인 키즈나 아이는 유튜브에 데뷔했다. 키즈나 아이는 버츄얼 유튜버라는 용어를 처음으로 만들고 사용하였다. 디지털 프로덕션 회사 Activ8이 제작하고 가수가 더빙한 키즈나 아이는 팬들의 질문에 반응하며 팬들과 친밀감을 형성하였다. 10개월 만에 키즈나 아이는 200만 명 이상의 구독자를 얻었으며, 추후에는 일본정부관광국의 문화 대사가 되었다.
키즈나 아이의 갑작스러운 인기는 버츄얼 유튜버 트렌드를 일으켰다. 2018년 5월부터 7월 중순까지 활동 중인 버츄얼 유튜버의 수는 2,000명에서 4,000명으로 약 2배 증가했다. 카구야 루나와 미라이 아카리는 키즈나 아이에 이어 두 번째와 세 번째로 인기 있는 버츄얼 유튜버였으며, 각각 75만 명과 62만 명의 구독자를 얻었다.
2018년 초, 애니컬러 주식회사는 버츄얼 유튜버 에이전시 니지산지를 설립했다. 니지산지는 이전에 3D 모델에 초점을 맞추던 것과 달리 Live2D 모델의 사용을 대중화하고, 키즈나 아이와 같은 버츄얼 유튜버의 표준이었던 편집된 비디오 및 클립 대신 라이브 스트리밍으로의 전환을 도왔다. 원래 증강 현실 및 가상 현실 소프트웨어를 개발하던 커버 주식회사는 홀로라이브를 설립하여 버츄얼 유튜버에 초점을 맞추기 시작했다.
일본에서의 초기 성공 이후, 이 트렌드는 일본의 만화와 애니메이션 팬덤에 대한 매력을 통해 전 세계적으로 확장되기 시작했다. 홀로라이브와 니지산지 같은 에이전시들은 대한민국, 중국, 인도네시아, 인도에 지사를 설립했으며, 전 세계 시청자를 대상으로 하는 영어 지사도 만들었다. 한편, 일본에서 미국에 이르는 많은 나라에서 독립 버츄얼 유튜버들이 등장하기 시작했다. 2018년 7월, 버츄얼 유튜버들은 총 1,270만 명의 구독자를 확보했으며, 총 조회수는 7억 2천만 회 이상이었다. 2020년 1월까지 10,000명 이상의 버츄얼 유튜버가 있었다.
코로나19 범유행은 2020년 비디오 게임 라이브 스트리밍 전반의 시청률 증가로 이어졌고, 이는 버츄얼 유튜버가 주류 현상으로 성장하는 데 기여했다. 구글에서 버츄얼 유튜버 관련 콘텐츠 검색이 2020년 내내 증가하여, 2020년 9월 홀로라이브의 영어 지사가 출범하는 계기가 되었다. 2020년 8월 기준으로 유튜브에서 가장 많은 슈퍼챗을 번 상위 10명 중 7명은 버츄얼 유튜버였으며, 홀로라이브 멤버 키류 코코가 1위를 차지하였으며, 당시 약 8,500만 엔 (2020년 약 미국 달러$820,000)을 벌어들였다. 버츄얼 유튜버는 유튜브에서 가장 수익성 높은 채널 300개 중 38%를 차지했으며, 총 수익은 2,622만 9,911 미국 달러였다.
2020년 9월, 애니컬러는 온라인 괴롭힘, 특히 온라인 괴롭힘의 피해자들에게 상담을 제공하고 가해자들에게 법적 조치를 취하기 위한 공격적인 행위 및 명예훼손 대책팀을 만들었다. 이 발표는 홀로라이브의 버츄얼 유튜버인 마노 알로에가 온라인 괴롭힘으로 인해 활동 2주 만에 은퇴한 후에 나왔다. 유튜브의 2020년 문화 및 트렌드 보고서에 따르면 버츄얼 유튜버는 그 해의 주목할 만한 트렌드 중 하나로, 10월까지 월간 조회수가 15억 회에 달했다.
2021년 3월 30일, 키즈나 아이는 아시아 톱 60 인플루언서 중 한 명으로 선정되었다. 2021년 5월, 트위치는 태그 시스템의 광범위한 확장의 일환으로 스트림에 버츄얼 유튜버 태그를 추가했다.
2021년 7월, 홀로라이브의 첫 영어 지부 멤버인 가우르 구라는 유튜브에서 가장 많은 구독자를 보유한 버츄얼 유튜버로 키즈나 아이를 넘어섰다.
모회사 아마존이 제공한 데이터에 따르면, 트위치의 버츄얼 유튜버 콘텐츠는 2021년에 전년 대비 467% 성장하였다. 2022년 12월, 독립 버츄얼 유튜버 뉴로사마는 대형 언어 모델이 음성 합성 시스템에 연결되어 시청자와 상호 작용하는 방식으로 트위치에서 주목을 받았다.
2025년 5월, 유튜브는 가상 크리에이터에 대한 문화 및 트렌드 보고서를 발표하였다. 이 보고서에 따르면, 버츄얼 유튜버 관련 영상은 2022년 이후 연평균 500억 회 이상의 조회수를 기록했으며, 역대 슈퍼챗 수익이 가장 큰 채널 20개 중 16개가 버츄얼 유튜버 채널이었다. 구글이 실시한 설문조사에 따르면, 14세에서 44세 사이의 응답자 중 57%가 지난 1년 동안 버츄얼 유튜버 또는 버츄얼 인플루언서를 시청한 경험이 있었다.

## 마케팅 활용

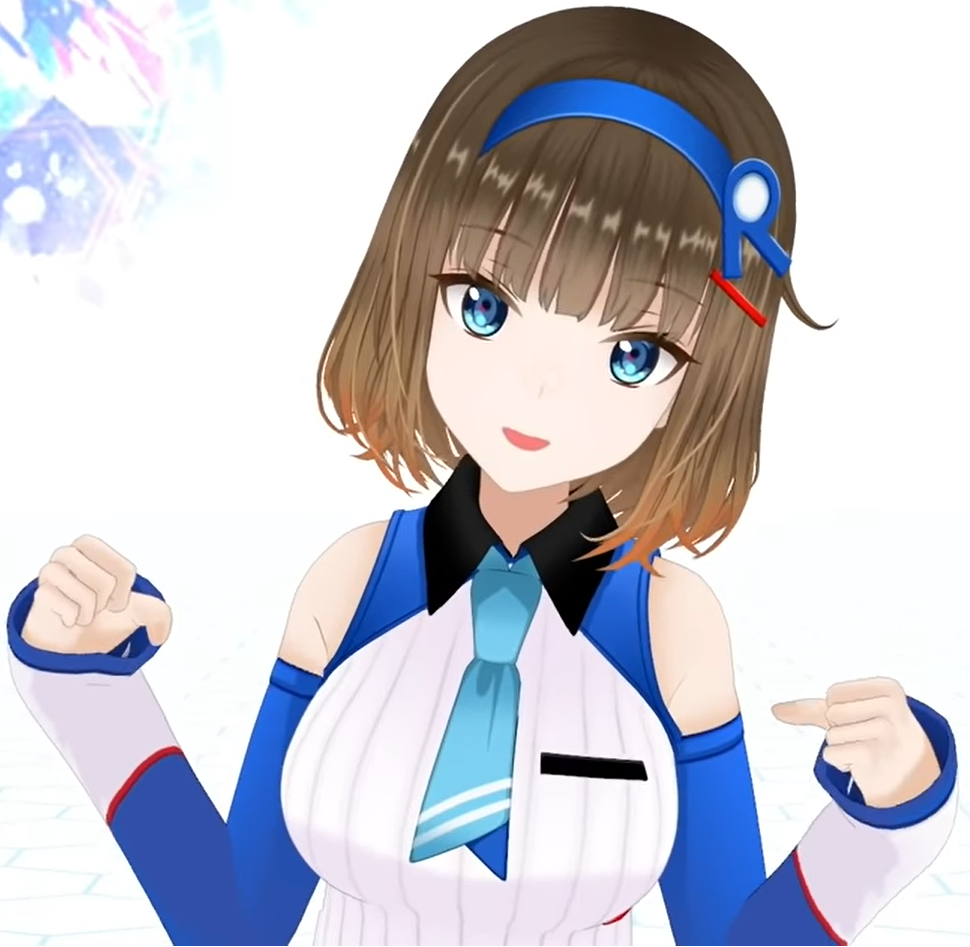
로토제약의 버츄얼 유튜버이자 일본 기업의 대표인 네바세이 코코로

인기 덕분에 기업과 단체는 제품이나 서비스에 대한 광고 또는 주목을 유도하는 방법으로 버츄얼 유튜버를 사용해 왔다. 소프트뱅크가 2018년 아이폰 XS 및 XS 맥스 출시를 발표했을 때, 키즈나 아이가 행사에 참석하여 자신의 채널에서 제품을 홍보했다.
일부 단체와 기업은 마케팅 내에서 자체 버츄얼 유튜버 캐릭터를 마스코트로 사용해 왔다. 여기에는 일본의 이바라키현 및 오키나와현 정부, 스트리밍 서비스 넷플릭스, 세가, 그리고 애니메이션 스트리밍 서비스 크런치롤이 있다.

## 같이 보기
- 아바타
- 인플루언서
- 인터넷 유명인
- 일본의 아이돌
- 일본의 대중문화
- 인터넷 방송인
- 가상 인간
- 가상 아이돌
- VRChat